# Bandiera di Aohan
La bandiera di Aohan (敖汉旗S, Áohàn QíP) è una bandiera della Cina, appartenente alla regione autonoma della Mongolia Interna e amministrata dalla prefettura di Chifeng.